# عنصرية عكسية

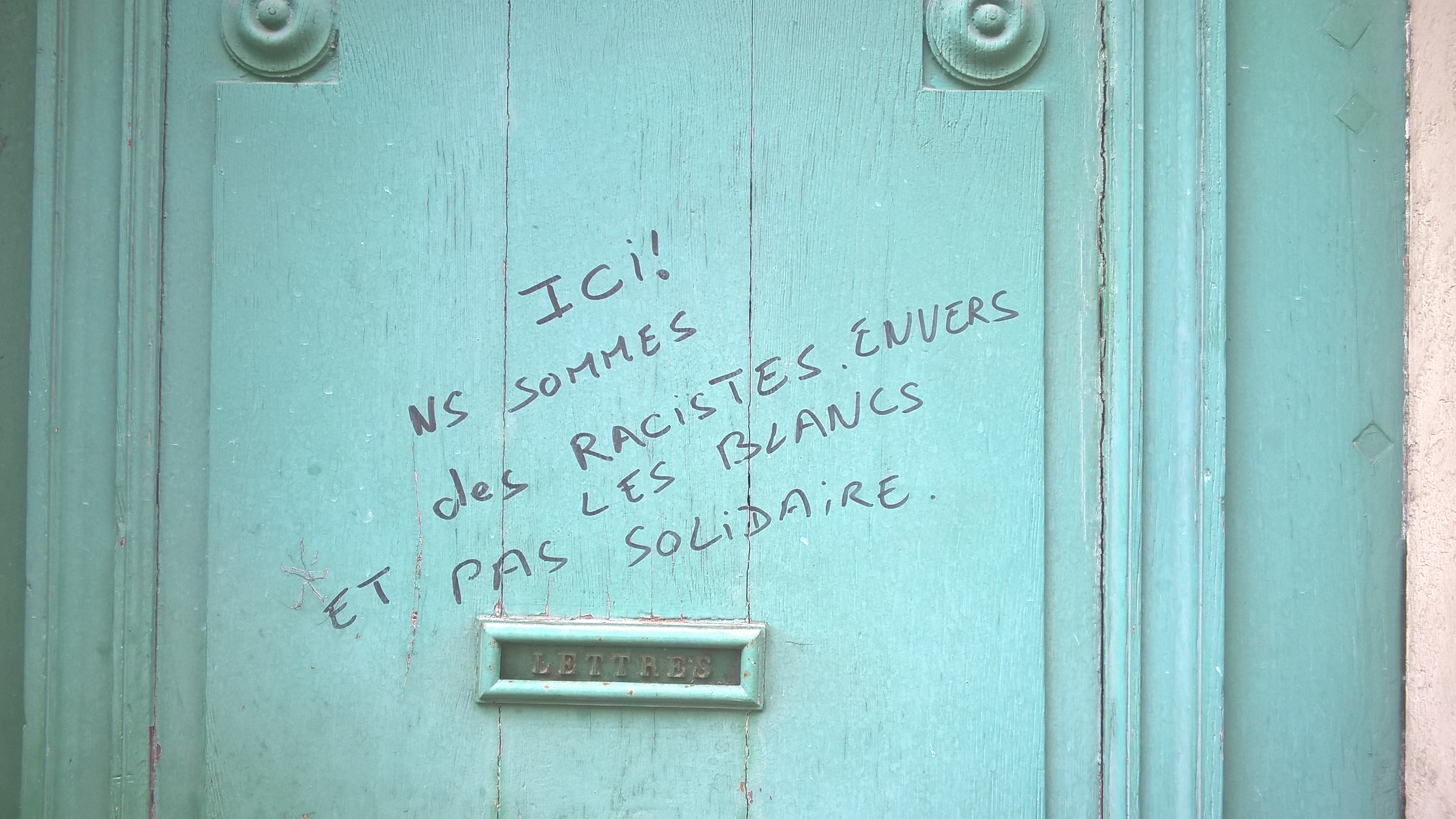

العنصرية العكسية (بالإنجليزية: Reverse racism) أو التمييز العكسي (بالإنجليزية: Reverse discrimination) هو مفهوم يَعتَبر التمييز الإيجابي وبرامج الوعي العرقي المشابهة التي تهدف إلى استدراك عدم المساواة العرقية شكلًا من أشكال العنصرية ضد البيض. وغالبًا ما يرتبط هذا المفهوم مع الحركات الاجتماعية المحافظة ومع الاعتقاد بأن المكاسب الاجتماعية والاقتصادية التي يحققها السُود في الولايات المتحدة وفي أماكن أخرى توقع ضررًا بالبيض.
لقد انتشر الاعتقاد بالعنصرية العكسية انتشارًا واسعًا في الولايات المتحدة الأمريكية؛ ومع ذلك، يكاد لا يكون هناك دليل مبني على تجربة يظهر معاناة الأمريكيين البيض من التمييز المنهجي. وعلى وجه العموم تفتقر الأقليات العرقية والإثنية إلى القوة الازمة لإيقاع الضرر بمصالح البيض، الذين لايزالون يشكلون المجموعة السائدة في الولايات المتحدة. وتميل ادعاءات العنصرية العكسية إلى تجاهل مثل هذه التفاوتات في ممارسة القوة والسلطة، التي يرى العلماء أنها تشكل عنصرًا أساسيًا من عناصر العنصرية.
بدأت الادعاءات حول العنصرية العكسية من جانب معارضي سياسات التمييز الإيجابي بالظهور على نحو ملحوظ في سبعينات القرن العشرين حيث شكلت جزءًا من رد فعل عكسي ضد المكاسب الاجتماعية التي يحققها أصحاب البشرة الملونة. وعلى الرغم من سيطرة الولايات المتحدة على ما يدور حول هذه القضية، إلا أن مفهوم العنصرية العكسية قد استُخدِم إلى حد ما في أي مكان قد تقلصت فيه سيادة البيض حول العالم، كما في أفريقيا الجنوبية بعد الأبارتايد (نظام فصل عنصري).

## الولايات المتحدة

### نظرة عامة
غالبًا ما يرتبط مفهوم العنصرية العكسية في الولايات المتحدة بالمعارضة المتحفظة القائمة ضد سياسات الوعي العرقي التي تهدف إلى معالجة عدم المساواة العرقية، كالتمييز الإيجابي. تمكن آيمي إي. أنسيل من تحديد ثلاث ادعاءات رئيسية نابعة من العنصرية العكسية: (1) تدَّعي أن البرامج الحكومية التي تهدف إلى استدراك عدم المساواة العرقية تُوقع «بضحايا غير مرئية» عند البيض؛ (2) وتدعي أن التفضيلات العرقية تنتهك حق الفرد في الحصول على حماية متساوية عند الامتثال أمام القانون؛ (3) وتدعي أن نظرية الوعي العنصري بحد ذاتها تشكل عائقًا أمام تجاوز تَرِكَة العنصرية. ولقد اُستُخدِم أيضًا مفهوم العنصرية لوصف تعابير متنوعة ذات صلة بالعَداء وعدم الاكتراث تجاه البيض من قبل أفراد الأقليات.
وعلى الرغم من إجراء القليل من الدراسات التجريبية عن موضوع العنصرية العكسية، إلا أن الدراسات القليلة الموجودة أظهَرَت ادلة قليلة تثبت أن الذكور البيض، على وجه الخصوص، يقعون ضحية لبرامج التمييز الإيجابي. وعلى وجه العموم تفتقر الأقليات الإثنية والعرقية إلى القوة الازمة لإيقاع الضرر بمصالح البيض، الذين لايزالون يشكلون المجموعة السائدة. وقد تجسَّدت علاقات المجموعتين عبر التاريخ نتيجة للإمبريالية الأوروبية وكذلك لقمع البيض للسود الذي دام طويلًا. يرى العلماء أن أوجه التفاوت هذه في ممارسة القوة والسلطة تُشكِّل عنصرًا أساسيًا من عناصر العنصرية؛ ومن وجهة النظر هذه، فإن المعتقدات والأمثلة الفردية على محاباة المَحرومِين لا تخلق العنصرية.

### التاريخ
تعود المخاوف من أن تقدُّم الأمريكيين من أصل أفريقي قد يلحق الأذى بالأمريكيين البيض إلى زمن عصر إعادة الإعمار في سياق الجدل حول تقديم تعويضات عن الرِّق.
بدأت الادعاءات حول العنصرية العكسية بالظهور في سبعينات القرن العشرين على نحو ملفتٍ للنظر، وذلك بناءً على وجهة نظر عمياء اللون من الناحية العرقية والتي مفادها أن أي معاملة مهنية ترتبط بالانتماء إلى المجموعة العرقية هي معاملة خاطئة أخلاقيًا. وحيثما تُستخدم سياسات الماضي القائمة على الوعي العرقي مثل قوانين جيم كرو للحفاظ على سيادة البيض، فإن البرامج المعاصرة كالتمييز الإيجابي تهدف إلى الحد من عدم المساواة العرقية. وعلى الرغم من النجاحات التي حققتها برامج التمييز الإيجابي على هذا الصعيد، لكن المعارضين المتحفظين زعموا احتواء هذه البرامج على شكل من أشكال العنصرية ضد البيض. وقد تَعزز هذا الرأي بقرار من المحكمة العليا يُطلق عليهِ قرار أعضاء مجلس جامعة كاليفورنيا في. باكي (Regents of the University of California V. Bakke) الصادر عام (1978)، الذي نَصَّ على أن الكُوتا العرقية المخصصة لطلاب الأقليات تُعد تمييزية ضد البيض.

### المواقف العامة
على الرغم من أنه ليس مدعومًا من الناحية التجريبية، إلا أن الاعتقاد بالعنصرية العكسية واسع الانتشار في الولايات المتحدة، حيث ساهم في تطور حركات اجتماعية محافظة أمثال حركة حفل الشاي. وبدأت ادعاءات العنصرية العكسية في القرن الواحد والعشرين بالميل إلى الاعتماد على النوادر الفردية، التي تستند غالبًا على تقارير منقولة عن ثلاث أو أربع مصادر، كفقدان وظيفة شخص أبيض لصالح شخص أسود. ويربط آنسيل فكرة العنصرية العكسية مع فكرة «ذكر أبيض غاضب» في السياسة الأمريكية. ولقد زاد إعقاد البيض بالعنصرية العكسية على نحوٍ ثابت منذ قيام حركة الحقوق المدنية عام 1960 حيث كانت جزءً من ردة فعل ضد إجراءات الحكومة التي تهدف معالجة التمييز العنصري.
لقد ارتبط فَهم تناقص التمييز ضد السود بعلاقة متبادلة باعتقاد البيض بتزايد التمييز ضد البيض. وأفاد باحثون في جامعتي تافتس وهارفارد عام 2011 أن العديد من الأمريكيين البيض شعروا حينها كما لو أنهم يعانون من أكبر قدر من التمييز بين المجموعات العرقية، على الرغم من وجود بيانات تفيد بعكس ذلك. رأى المُجيبون السود أن العنصرية ضد السود مشكلة مستمرة، في حين رأى البيض أن هذا النوع من العنصرية أصبح أمر من الماضي، لدرجة انهم اعتبروا التعصب ضد البيض أكثر انتشارا. كتب المؤلفون أن من بين المُجيبين البيض منذ تسعينات القرن الماضي:
حَلَّ البيض محل السود كضحايا رئيسيين للتمييز. وأصبح هذا المنظور الناشئ ملحوظًا بشكلٍ خاص لأنه بأي مقياس تقريبًا […] تستمر الإحصائيات في الإشارة إلى نتائج أسوأ بكثير بالنسبة للأمريكيين السود مقارنة بالأمريكيين بالبيض.
يزعم المحافظون في الولايات المتحدة أن التمييز الإيجابي القائم على الانتماء إلى مجموعة عرقية محددة يهدد النظام الأمريكي القائم على الفردية وحُكم الجدارة. وأظهرت دراسات نفسية أُجرِيَت على أمريكيين بيض أن الاعتقاد بالعنصرية ضد البيض يرتبط بدعم التسلسل الهرمي العرقي القائم في الولايات المتحدة ويرتبط أيضًا باعتقاد قائم على حكم الجدارة مفاده أن النجاح ناتج عن «العمل الشاق». ذكر غالبية البيض (57%) ممن خضعوا لاستطلاعٍ أجراه معهد البحوث الدينية العام انهم يعتقدون أن التمييز ضد البيض يُعد مشكلة لا تقل أهميتها عن التمييز ضد السود، في حين لم يوافق هم هذا الرأي سوى أقليةً من الأمريكيين من أصلٍ أفريقي (%29) ومن الأمريكيين من أصلٍ إسباني (%38).
يرى منظر النظرية العرقية النقدية ديفيد ثيو غولدبرغ أن مفهوم العنصرية العكسية يمثل إنكارًا لواقع التمييز العنصري التاريخي والمعاصر، في حين تُظهر المختصة بعلم الإنسان جين إتش هيل في كتاباتها أن تُهَم العنصرية العكسية تميل إلى إنكار ممارسة امتياز البيض وسلطتهم في المجتمع. وفي كتاب العنصرية من دون عنصريين، يقول عالم الاجتماع إيدوارد بونيال-سيلفا أن تصورات البيض للعنصرية العكسية ناتجة عما يسميه الأيديولوجية الجديدة المهيمنة المتمثلة في «العنصرية عمياء اللون»، التي تعتبر عدم المساواة العرقية أمر من الماضي، وبالتالي فهو يسمح لها بالاستمرار عن طريق معارضة الجهود الملموسة الرامية إلى الإصلاح.  وكتب العالم القانوني ستانلي فيش، في مقال أُعِيدَت طباعته على نطاقٍ واسع، أنه يمكن اعتبار «العنصرية العكسية» وصفًا دقيقًا ومقنعًا على التمييز الإيجابي فقط إذا اعتبر المرء أن سرطان العنصرية لا يمكن تمييزه أخلاقيًا ولا طبيًا عن العلاج الذي يُطَبق عليه.